# عبدالله کیوانی هفشجانی
عبدالله کیوانی هفشجانی (زاده ۱۳۴۴ در هفشجان) روحانی ایرانی و نماینده مردم استان چهارمحال و بختیاری در مجلس خبرگان رهبری است. او با کسب ۲۱۷ هزار رای در انتخابات مجلس خبرگان رهبری به نمایندگی استان چهارمحال و بختیاری در مجلس خبرگان رهبری رسید.

## زندگی و تحصیلات
عبدالله کیوانی در ۱۳۴۴ در هفشجان ازتوابع شهرستان شهرکرد متولد شد. تحصیلات ابتدایی خود را در همانجا سپری کرد و با آغاز جنگ ایران و عراق به جبهه های جنگ اعزام شد و در عملیات های فتح المبین، محرم و خیبر حضور یافت که در نهایت در منطقه طلائیه پس از عملیات خیبر از ناحیه پا دچار نقص عضو شد. پس از جنگ به حوزه رفت و همزمان با دروس حوزوی، تحصیلات غیرحوزوی خود را نیز ادامه داد. تحصیلات دانشگاهی‌اش تا اخذ دکترای عرفان اسلامی از دانشگاه آزاد(واحد علوم و تحقیقات ) ادامه یافت. کیوانی علاوه بر تدریس دروس فقه (مکاسب) و اصول ( کفایه) درس فلسفه (نهایه الحکمه ) و تفسیر المیزان در حوزه علمیه قم ، از سال ۱۳۹۰ به تدریس در مقطع کارشناسی در دروس فلسفه و علوم قرآنی در دانشگاه مشغول است.
کیوانی در سال‏های تحصیل، در پیش اشخاصی چون عبدالله جوادی آملی ، سید احمد خاتمی، احمد عابدی ومهندسی شاگردی کرده است.
او ضمن تدریس در دانشگاه و حوزه و فعالیتهای فرهنگی تبلیغی در سطح کشور مقالات مختلفی در موضوع فلسفه و عرفان و کلام دارد که در مجلات تخصصی به چاپ رسیده است .